# Limonest

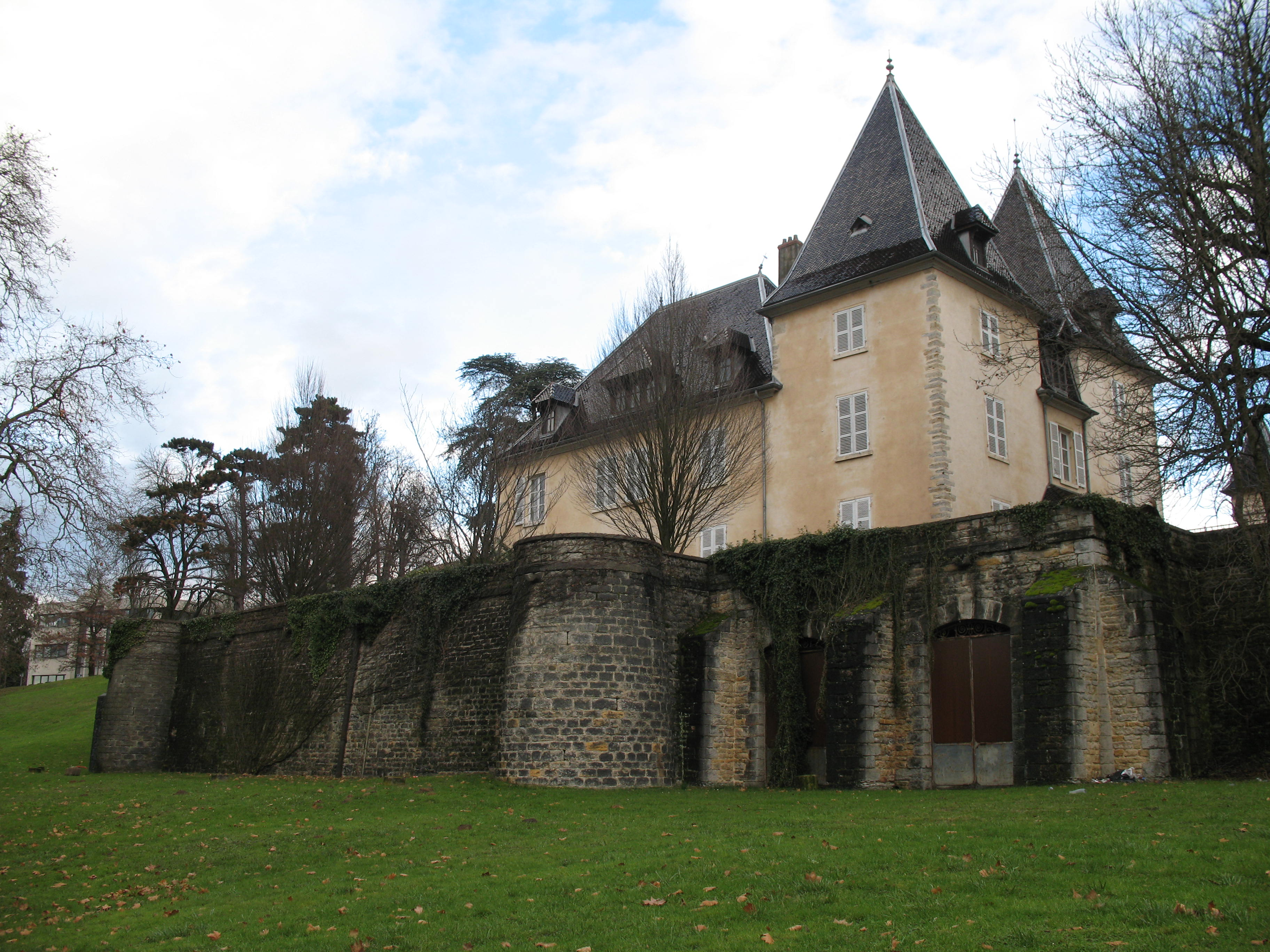
Zamek Sans-Souci w Gminie Limonest, 2008

Limonest – miejscowość i gmina we Francji, w regionie Owernia-Rodan-Alpy, w departamencie Rodan.
Według danych na rok 1990 gminę zamieszkiwało 2459 osób, a gęstość zaludnienia wynosiła 293 os./km² (wśród 2880 gmin regionu Rodan-Alpy Limonest plasuje się na 358. miejscu pod względem liczby ludności, natomiast pod względem powierzchni na miejscu 1249.).